# Mario Gintsberger
Mario Gintsberger (* 16. März 2003) ist ein österreichischer Fußballspieler.

## Karriere
Gintsberger begann seine Karriere beim SC Kirchberg. Zur Saison 2017/18 wechselte er in die Akademie des FK Austria Wien, in der er fortan sämtliche Altersstufen durchlief. In der Winterpause der Saison 2020/21 rückte er in den Kader der zweiten Mannschaft der Austria.
Sein Debüt für diese in der 2. Liga gab er im April 2021, als er am 24. Spieltag der Saison 2020/21 gegen den FC Wacker Innsbruck in der 44. Minute für Simon Radostits eingewechselt wurde. Insgesamt kam er zu 27 Zweitligaeinsätzen, ehe das Team 2023 aus der 2. Liga abstieg. Daraufhin verließ Gintsberger die Austria.
Nach mehreren Monaten ohne Klub wechselte er im Oktober 2023 zum Zweitligaaufsteiger Schwarz-Weiß Bregenz. Für Bregenz kam er bis zum Ende der Saison 2023/24 zu fünf Zweitligaeinsätzen. Nach der Saison 2023/24 verließ er die Vorarlberger wieder.
Zur Saison 2024/25 wechselte Gintsberger im Anschluss zum Regionalligisten Deutschlandsberger SC.